# Воля-Коснова
Воля-Коснова (пол. Wola Kosnowa) — село в Польщі, у гміні Лонцько Новосондецького повіту Малопольського воєводства.
Населення — 704 особи (2011).
У 1975-1998 роках село належало до Новосондецького воєводства.

## Демографія
Демографічна структура станом на 31 березня 2011 року:
|          | Загалом | Допрацездатний вік | Працездатний вік | Постпрацездатний вік |
| -------- | ------- | ------------------ | ---------------- | -------------------- |
| Чоловіки | 372     | 112                | 237              | 23                   |
| Жінки    | 332     | 94                 | 196              | 42                   |
| Разом    | 704     | 206                | 433              | 65                   |